# Messene (mitologia)
Messene (en grec antic Μεσσήνη), va ser, en mitologia grega, una filla de Tríopas, rei d'Argos, i neta de Forbant. Segons una altra tradició és filla d'aquest últim.
Es va casar amb Policàon, el més petit dels fills del rei de Lacònia, Lélex. El fill gran de Lèlex, Miles, havia heretat el regne, i Messene va convèncer el seu espòs perquè anés a cercar un territori propi. Policàon va prendre un contingent de soldats lacedemonis i argius i es va apoderar d'una regió que va anomenar Messènia, pel nom de la seva dona. La capital la va establir a Andània, on va instaurar els cultes a Demèter i a Persèfone, cultes que procedien d'Eleusis i que havia portat Càucon. Policàon i Messene van rebre honors divins a Messènia.